# Trachinotus botla
Trachinotus botla és una espècie de peix de la família dels caràngids i de l'ordre dels perciformes.

## Morfologia
Els mascles poden assolir els 75 cm de longitud total.

## Distribució geogràfica
Es troba des de Somàlia i Kenya fins a Sud-àfrica, Madagascar, Sri Lanka i Austràlia Occidental.